# Marton Csokas
Marton Paul Csokas (/ˈtʃoʊkɑːʃ/, hongarès: Csókás Márton Pál; nascut el 30 de juny de 1966) és un actor de cinema, teatre i televisió neozelandès. Graduat a l'escola de teatre Toi Whakaari, ha treballat àmpliament a Austràlia i Hollywood, juntament amb el seu país natal, i sovint interpreta papers de dolents.
Els seus papers destacats inclouen Celeborn a la trilogia d'El Senyor dels Anells (2001–2003), Yorgi a Triple X (2002), Guy de Lusignan a Kingdom of Heaven (2005), Trevor Goodchild a Æon Flux (2005), Hora a Romulus, My Father (2007), Nico a Dead Europe (2012), Jack Barts a Abraham Lincoln: Vampire Hunter (2012), Nicolai Itchenko A.K.A. Teddy Rensen a The Equalizer (2014) i Quinn a la sèrie de televisió nord-americana Into the Badlands. A principis de la seva carrera, va interpretar a Leonard Dodds a la telenovel·la neozelandesa Shortland Street.
Csokas és tres vegades nominat als premis AACTA, guanyant el premi al millor actor secundari per la seva actuació a Romulus My Father. També va ser nominat com a millor actor masculí en una obra de teatre als Premis Helpmann del 2008, per la seva interpretació de George en el revival de Belvoir de Who's Afraid of Virginia Woolf?